# 자바스크립트 프레임워크
자바스크립트 프레임워크(JavaScript framework)는 자바스크립트로 작성된 애플리케이션 프레임워크이다. 제어 흐름 관점에서 자바스크립트 라이브러리와는 구별한다. 라이브러리는 부모 코드에 의해 호출될 함수들을 제공하는 반면 프레임워크는 애플리케이션 디자인 전반을 정의한다. 개발자는 프레임워크를 호출하지 않으며, 그 대신 프레임워크가 동일한 특정한 방식으로 코드를 출하고 사용한다. 일부 자바스크립트 프레임워크는 모델-뷰-컨트롤러(MVC) 패러다임을 따른다. 그 예로 AngularJS, Ember.js, Meteor.js, Vue.js가 있다.

## 같이 보기
- Ajax
- 자바스크립트 프레임워크 비교